# Puerta del mercado de Mileto
La puerta del mercado de Mileto (en alemán: das Markttor von Milet) es un gran monumento de mármol que se conserva en el Museo de Pérgamo en Berlín, Alemania. Se construyó en Mileto en el siglo II y quedó destruida por un terremoto en los siglos X u XI. A principios del siglo XX fue descubierta por un equipo de arqueólogos alemán, se reconstruyó y se expuso en el museo en Berlín. Solo se conservaron algunos fragmentos originales y la rehabilitación supuso la incorporación de importante material adicional, una práctica que generó críticas hacia el museo. La puerta sufrió daños durante la Segunda Guerra Mundial y fue sometida a restauración en los años 1950. En la primera década del siglo XXI tuvo lugar una rehabilitación adicional.

## Descripción
La puerta es un gran monumento de mármol de unos 30 metros de anchura, 16 metros de altura y 5 metros de profundidad. La estructura, dispuesta en dos plantas, tiene tres huecos de acceso y un gran número de salientes y nichos. Al nivel de la cubierta y entre las plantas se disponen frisos ornamentados con relieves de toros y flores. Los frontones, que sobresalen de la estructura, están sujetados por columnas corintias y compuestas. La puerta no es totalmente original, debido a que se conservó muy poco de la base y del piso inferior a lo largo de los siglos. La reconstrucción se realizó con materiales como el ladrillo, el cemento o el hierro, y la estructura está fijada al muro trasero mediante vigas de hierro. Cuando la puerta estaba ubicada en Mileto, los nichos de la segunda planta albergaban estatuas de emperadores, algunos de los cuales se representaron luchando contra los bárbaros.

## Historia

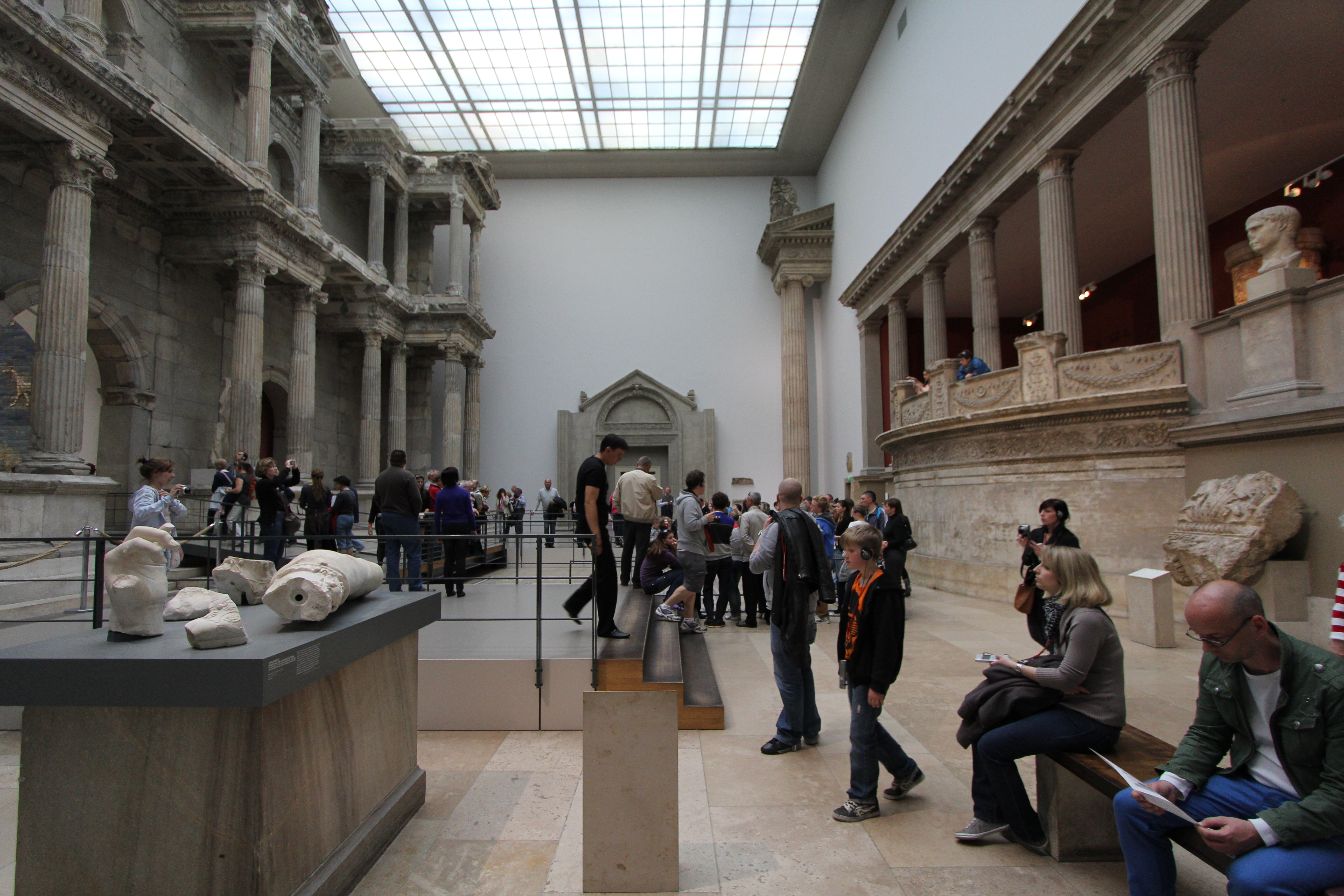
La sala donde se exhibe la puerta, situada a la izquierda de la imagen.

### Mileto
La puerta se construyó en el siglo II, muy probablemente durante la época de Adriano hacia los años 120 o 130. Reemplazó a un propíleo dórico y se empleó como entrada norte al ágora o mercado situado al sur en Mileto, en la actual Turquía. La puerta fue restaurada en el siglo III tras los daños sufridos a causa de un terremoto. Cuando Justiniano fortificó Mileto en 538, la puerta se incorporó a las murallas de la ciudad. En los siglos X u XI, la puerta colapsó a causa de otro terremoto. Algunos fragmentos de la estructura fueron sustraídos y se emplearon en los edificios de los alrededores, aunque la mayoría de ellos quedaron enterrados en el suelo.

### Excavación y reconstrucción

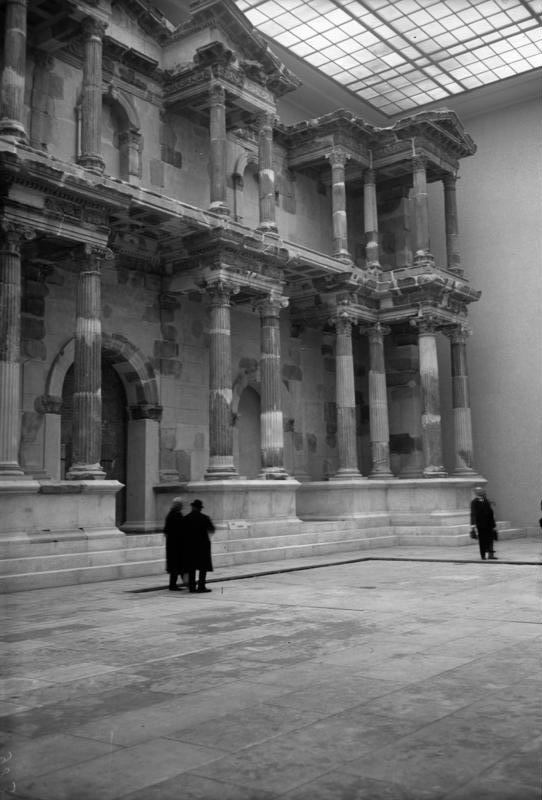
La puerta poco tiempo después de ser reconstruida en 1926: las partes de distintos colores muestran la escasez de material original.

El arqueólogo alemán Theodor Wiegand dirigió una serie de excavaciones en Mileto desde 1899 hasta 1911. En 1903, la puerta del mercado de Mileto fue desenterrada y de 1907 a 1908, algunos fragmentos se transportaron a Berlín. Wiegand escribió en sus diarios que mostró una representación de la misma, mediante maquetas, al káiser Guillermo II, quien quedó tan impresionado que ordenó la reconstrucción de la puerta a tamaño real «como el telón de un teatro» en el Museo de Pérgamo.
De 1925 a 1929, la puerta fue reconstruida con más de 750 toneladas de fragmentos en el museo recientemente ampliado. Sin embargo, estas piezas no constituían el total de la puerta, y tuvo que emplearse material de relleno en la restauración. Se comenzó por reensamblar el entablamento del piso intermedio y por colocar las columnas de la segunda planta en la parte superior, seguido de la reconstrucción de los frontones. Posteriormente se insertaron en el nivel inferior la base y la planta baja. Los pocos restos de la estructura inferior se suplementaron con ladrillo y cemento reforzado con acero. Se vaciaron fragmentos de columna originales, dejando un espesor de 3 centímetros (1,2 plg) a 4 centímetros (1,6 plg), y se rellenaron de acero y mortero. En los años 1920 y 1930, el museo fue criticado por mostrar sus monumentos como originales cuando estaban constituidos significativamente por material no original.

### De la Segunda Guerra Mundial hasta la actualidad
La puerta sufrió daños significativos durante los bombardeos aéreos de la Segunda Guerra Mundial. El techo y la claraboya ubicada sobre la el monumento quedaron destruidos junto a un muro protector de ladrillo. El ala derecha colapsó y la estructura quedó dañada por el fuego y la metralla. La pérdida del muro de ladrillo también expuso a la puerta a las inclemencias del tiempo durante dos años. Al finalizar el invierno, se construyó un tejado provisional para protegerla de los elementos. Desde 1952 a 1954, la estructura fue ampliamente restaurada bajo la supervisión del arqueólogo H. H. Völker. Sin embargo, existe poca documentación que detalle específicamente los trabajos realizados.

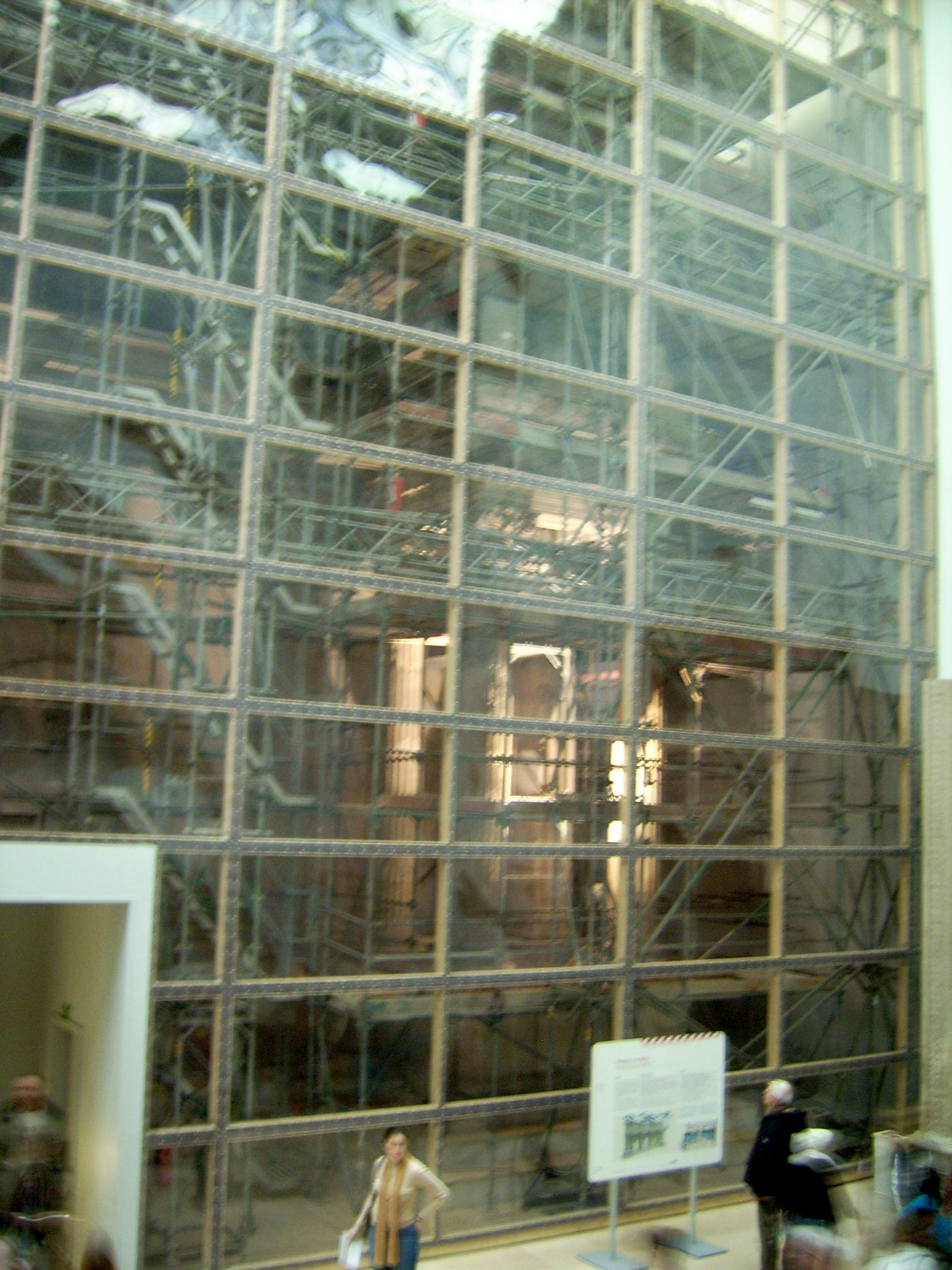
Andamio y cubrición protectora frente a la puerta en 2007.

La siguiente gran restauración tuvo lugar en la década de los años 2000. La puerta se había deteriorado debido a la combinación de las condiciones ambientales en el interior del museo y la incompatibilidad de los diversos materiales de construcción. Diversos fragmentos se habían soltado espontáneamente y habían caído, requiriendo la instalación de una verja frente al monumento para proteger a los visitantes. El estado de la estructura fue documentado anteriormente a la restauración, desde aproximadamente 2003 hasta 2004, incluyendo la producción de modelos de fotogrametría tridimensionales debido a la complejidad arquitectónica de la puerta. En diciembre de 2005, se levantó un andamiaje alrededor de la estructura con una cubierta protectora transparente en el exterior y dentro del túnel de entrada. El andamio y la cubierta fueron desinstalados a finales de 2008 tras la fase inicial de restauración.